# 勒米尔蒙站
勒米尔蒙站是法国的一个铁路车站，位于法国东部孚日省城市勒米尔蒙。

## 位置
勒米尔蒙站位于勒米尔蒙市区的东部，摩泽尔河左岸。车站大致呈西北-东南走向，开口朝西南。
勒米尔蒙站也是由巴黎东站出发的所有TGV线路中所在城市人口最少的终点站。

## 站台设置
| 东北↑ |             |      |  |
|       | 岛式        |      |  |
| B道   |             | 始发 |  |
| A道   |             | 始发 |  |
|       | 侧式 主站房 |      |  |
| 西南↓ |             |      |  |

## 停靠线路
以下列车线路在勒米尔蒙站停靠：
| 勒米尔蒙站列车线路表 |      |          |          |                 |
| 线路                 | 车种 | 上一站   | 下一站   | 大致运行频率    |
| 巴黎—勒米尔蒙        | TGV  | 埃皮纳勒 | （终点） | 每天2趟左右     |
| 南锡—勒米尔蒙        | TER  | 圣纳波尔 | （终点） | 每天7~15趟      |
| 勒米尔蒙→梅斯        | TER  | （起点） | 圣纳波尔 | 每天1班（单向） |
| 1. 2.                |      |          |          |                 |

## 配套交通

### 长途客车
| 停靠勒米尔蒙站的大巴车 |                     | |
| 上下车地点             | 运营单位            | 主要目的地 |
| 勒米尔蒙站门口         | 孚日省城际客运 Livo | 1a 雅尔默尼 · 埃皮纳勒 1b 勒桑迪卡 · 热拉尔梅 · 穆恩斯特 2 弗库 · 摩泽尔河畔弗雷塞 · 比桑 · 唐恩 3 埃皮纳勒 · 瓦尼耶 · 拉布雷斯 6 埃皮纳勒 · 普隆比埃莱班 · 阿若谷 10 勒桑迪卡 · 莫斯洛特河畔索尔克叙尔 · 热拉尔梅        |
| 勒米尔蒙站门口         | SNCF Car TER        | - 08线：摩泽尔河畔吕普 · 弗尔德吕普 · 莱蒂洛 · 摩泽尔河畔弗雷塞 · 比桑 - 09线：圣阿默 · 莫斯洛特河畔索尔克叙尔 · 科尔尼蒙 · 拉布雷斯 - 当前往埃皮纳勒方向的铁路线施工或罢工时，SNCF可能也会提供途径该线路沿途站点的大巴车 |
| 1. 2. 3. 4.            |                     | |

### 市内交通
| 勒米尔蒙站附近的市内公共交通线路 |                  |                                    |
| 公交车站名称                     | 位置             | 停靠线路                           |
| Gares 火车站                     | 勒米尔蒙站正前方 | A线（仅周二和五运行）：皇松 ↔ 比桑 |
| 1.                               |                  |                                    |

### 社会车辆
勒米尔蒙站门口设有社会车辆停车场。

## 临近车站
| 勒米尔蒙站（Gare de Remiremont）                                                       |                    |           |
| 上行车站                                                                               | 线路               | 下行车站  |
| 圣纳波尔站 3.9km ←                                                                     | 埃皮纳勒－比桑铁路 | （终点）* |
| - 本表仅显示运营中的线路及车站 *注：埃皮纳勒－比桑铁路勒米尔蒙站下行方向的路段已关闭。 |                    |           |